# Helena Morley
Helena Morley (pseudônimo de Alice Dayrell Caldeira Brant; Diamantina, 28 de agosto de 1880 – Rio de Janeiro, 20 de junho de 1970) foi uma escritora brasileira. Mantinha um diário de sua juventude, que descreve a vida em Diamantina, Minas Gerais, e foi então publicado em 1942, com o pseudônimo de Helena Morley. Quando foi originalmente publicado foi em português sob o título Minha Vida de Menina. O diário foi então traduzido para o inglês por Elizabeth Bishop em 1957.
Filha de pai inglês e de mãe mineira, escreveu entre 1893 e 1895 – entre seus 13 e  15 anos –  um diário. Nele, descrevia sua vida na cidade de Diamantina, Minas Gerais.
Alice estudou na Escola Normal e casou-se, em 1900, com Augusto Mário Caldeira Brant, com quem teve cinco filhos. Seu diário transformou-se no livro Minha Vida de Menina, lançado em 1942, quando a escritora estava com 62 anos de idade. A obra foi traduzida em inglês (por Elizabeth Bishop) e em francês.

## Biografia
Alice Dayrell nasceu em Diamantina, Minas Gerais ,em 28 de agosto de 1880, filha de pai inglês e mãe brasileira. Seu pai trabalhava como minerador de diamantes. O diário narra a vida diária de Brant e cobre sua adolescência até 1895.
Em 1900, Brant casou-se com seu primo, Augusto Mário Caldeira Brant e tiveram cinco filhos juntos. Brant diz que ela publicou seus diários para agir como um modelo para as mulheres mais jovens que podem ler o livro. Ela escreveu que o diário era uma maneira de mostrar às jovens o que se tornar um adulto significa, e desta forma ela está agindo como uma avó para o leitor. Uma de suas filhas, Ignez Caldeira Brant, casou-se com o poeta Abgar Renault, do Ministério da Educação (Brasil) (1955-1956) e do Tribunal de Contas da União (1967-1973) .

## Trabalho publicado
O único trabalho publicado de Brant é O Diário de Helena Morley, que ela começou a escrever quando frequentou a Escola Normal. O diário discute seu cotidiano na cidade mineradora de diamantes de Diamantina, interesses românticos, mas também lida com temas mais pesados como a perda. O livro também discute relacionamentos, casamento em particular, mas também assuntos sociais e sonhos de Brant. Os tópicos do livro fazem com que possa ser um diário de um adolescente atual em vez de um há 60 anos. Desde que Brant discute sua vida cotidiana, sobre esse ponto da história podem ser obtidos por lendo o diário, particularmente sobre os efeitos da abolição da escravatura. Há muito pouca documentação sobre a vida pós- emancipação , tornando o diário um recurso importante para os historiadores. Helena foi elogiada por sua capacidade de adicionar humor à discussão do racismo, que normalmente é associada à seriedade. Outra razão pela qual o livro de Brant era tão popular é o nostálgico que traz ao leitor, a vida provinciana de uma pequena cidade, que o leitor é capaz de encontrar paz na descrição da vida complexa .

## Recepção
O livro atraiu a atenção de muitos outros diários de mulheres jovens. A prevalência de diários femininos é explicada por muitas das mesmas razões pelas quais o diário de Brant é popular. Que eles permitem que o leitor se sinta jovem novamente e relembram quando eram adolescentes. Algumas das primeiras atenções que foram atraídas para Brant por seu trabalho foram depois que Alexandre Eulálio elogiou Brant por seu trabalho. Esses elogios colocaram Brant entre os autores clássicos brasileiros. O autor francês Georges Bernanos também tornou o público ciente do livro. Elizabeth Bishop foi originalmente atraída pela obra em 1952, e em 1957 Bishop publicou sua tradução em inglês do livro. Bishop diz que se sentiu compelida pelo trabalho de Brant por causa das impressionantes habilidades de observação de Brant e capacidade de recriar uma cena usando apenas palavras. Alguns compararam o trabalho de Brant à Jane Austen brasileira de que, embora ela fosse de uma pequena cidade no Brasil, seu estilo é como o trabalho da Inglaterra.

## Filmografia
- Vida de Menina (2004) de Helena Solberg.[3]